# NGC 1655
NGC 1655 is een niet-bestaand object in het sterrenbeeld Stier. Het hemelobject werd in 1886 ontdekt door de Duits-Britse astronoom Jacob Gerhard Lohse (1851-1941).